# Gwinea Bissau na Letnich Igrzyskach Olimpijskich 2004
Gwineę Bissau na Letnich Igrzyskach Olimpijskich 2004 reprezentowało 3 sportowców.

## Skład kadry

### Lekkoatletyka
Mężczyźni:
- Danilson Ricciuli - bieg na 400 m - Runda 1: 49.27 s (58. miejsce)

Kobiety:
- Anhel Cape - bieg na 800 m - Runda 1: nie ukończyła

### Zapasy
- Leopoldina Ross - kategoria 48 kg